# Wuthering Waves
Wuthering Waves (кит. 鸣潮 — Минчао, рус. «Грозовые волны») — компьютерная игра в жанре action/RPG, разработанная и изданная компанией Kuro Games. Релиз игры состоялся 22 мая 2024 года.
Будучи гача-игрой с открытым миром, Wuthering Waves сравнивают с другими играми, такими как Genshin Impact, но в ней больше внимания уделяется бою, чем в предшественниках.

## Игровой процесс
Wuthering Waves — компьютерная игра с открытым миром. Игрок управляет главным героем по имени Ровер, а также завербованными союзниками, называемыми Резонаторами. Резонаторы делятся на две категории: четырёхзвёздочные и пятизвёздочные. В игре представлен эндгейм-контент, включающий режимы с боевыми испытаниями для персонажей.
Боевая система игры включает навыки Intro и Outro. Навыки Intro активируются при вступлении персонажа в бой, а навыки Outro — при выходе из боя. Обе способности срабатывают при смене персонажей.
Система гача в игре представлена баннерами, известными как Convenes, где можно получить Резонаторов и оружие. Существует три типа Convenes: для новичков, событийные и стандартные. Система гарантированных наград обеспечивает получение пятизвёздочных предметов после определённого количества попыток.
Персонажи могут экипировать «Эха» (англ. Echoes), предоставляющие им способности призывать монстров или ненадолго превращаться в них.

## Сюжет
Действие Wuthering Waves разворачивается в мрачном постапокалиптическом мире после катастрофы, известной как Великая Скорбь (англ. Lament). Эта катастрофа уничтожила большую часть человечества и вызвала появление загадочных существ и монстров, известных как Безмолвные Искажения (англ. Tacet Discords). Оставшиеся в живых люди вынуждены бороться за выживание и восстанавливать цивилизацию среди руин.
Игроки берут на себя роль «Ровера» — персонажа, пробудившегося после долгого сна. Ровер страдает амнезией и начинает своё путешествие по новому миру, чтобы раскрыть тайны прошлого и своего происхождения. В процессе исследования Ровер сталкивается с различными персонажами, которые присоединяются к нему в этом опасном приключении.
Мир игры разделен на несколько регионов, каждый из которых имеет свои уникальные особенности и проблемы. Основной конфликт вращается вокруг восстановления мира и борьбы с угрозами, вызванными Великой Скорбью. Игроки должны сражаться с монстрами, решать головоломки и взаимодействовать с другими персонажами, чтобы продвинуться по сюжету и раскрыть причины катастрофы.

## Разработка
Анонс Wuthering Waves состоялся 23 мая 2022 года в социальных сетях компании Kuro Games. 25 марта 2024 года была анонсирована версия для iOS. Игра прошла два этапа закрытого бета-тестирования, второй из которых завершился в марте 2024 года. После первого этапа сюжетная составляющая игры подверглась значительной переработке в ответ на отзывы игроков, охарактеризовавших её как «некомфортную».
29 марта 2024 года был анонсирован планируемый выпуск Wuthering Waves на платформах Windows, iOS, Android в конце мая. В мае 2024 года разработчики сообщили о предстоящем выпуске игры в Mac App Store.
Игра была выпущена на платформах Windows, iOS и Android.

## Отзывы
| Сводный рейтинг       | Сводный рейтинг                       |
| Агрегатор             | Оценка                                |
| --------------------- | ------------------------------------- |
| Metacritic            | 69/100 (PC) 76/100 (PS5) 73/100 (iOS) |
| OpenCritic            | 73/100 (78 %)                         |
| Иноязычные издания    |                                       |
| Издание               | Оценка                                |
| IGN                   | 7/10                                  |
| Jeuxvideo.com         | 7,5/10                                |
| Pocket Gamer          | [ 18 ]                                |
| Push Square           | [ 19 ]                                |
| Русскоязычные издания |                                       |
| Издание               | Оценка                                |
| GoHa.Ru               | «Хорошо»                              |
| StopGame.ru           | «Похвально»                           |

Wuthering Waves получила «смешанные или средние отзывы» от критиков на платформах PC и iOS, согласно агрегатору рецензий Metacritic. Версия для PlayStation 5 получила «в основном положительные отзывы». По данным OpenCritic, 78 % рецензентов рекомендовали игру, средняя оценка от ведущих критиков составила 73 баллов из 100.